# Saint-Jean-de-Losne
Saint-Jean-de-Losne é uma comuna francesa na região administrativa da Borgonha-Franco-Condado, no departamento de Côte-d'Or. Estende-se por uma área de 0,58 km². Em 2010 a comuna tinha 1 087 habitantes (densidade: 1 874,1 hab./km²).314 hab/km².